# 角屋七郎兵衛
角屋 七郎兵衛 栄吉（かどや しちろうべえ/しちろべえ えいきち）、慶長15年3月17日（1610年5月10日） - 陽徳元年 / 寛文12年1月19日（1672年2月17日）は、江戸時代初期の貿易家。本姓は松本、名は栄吉。

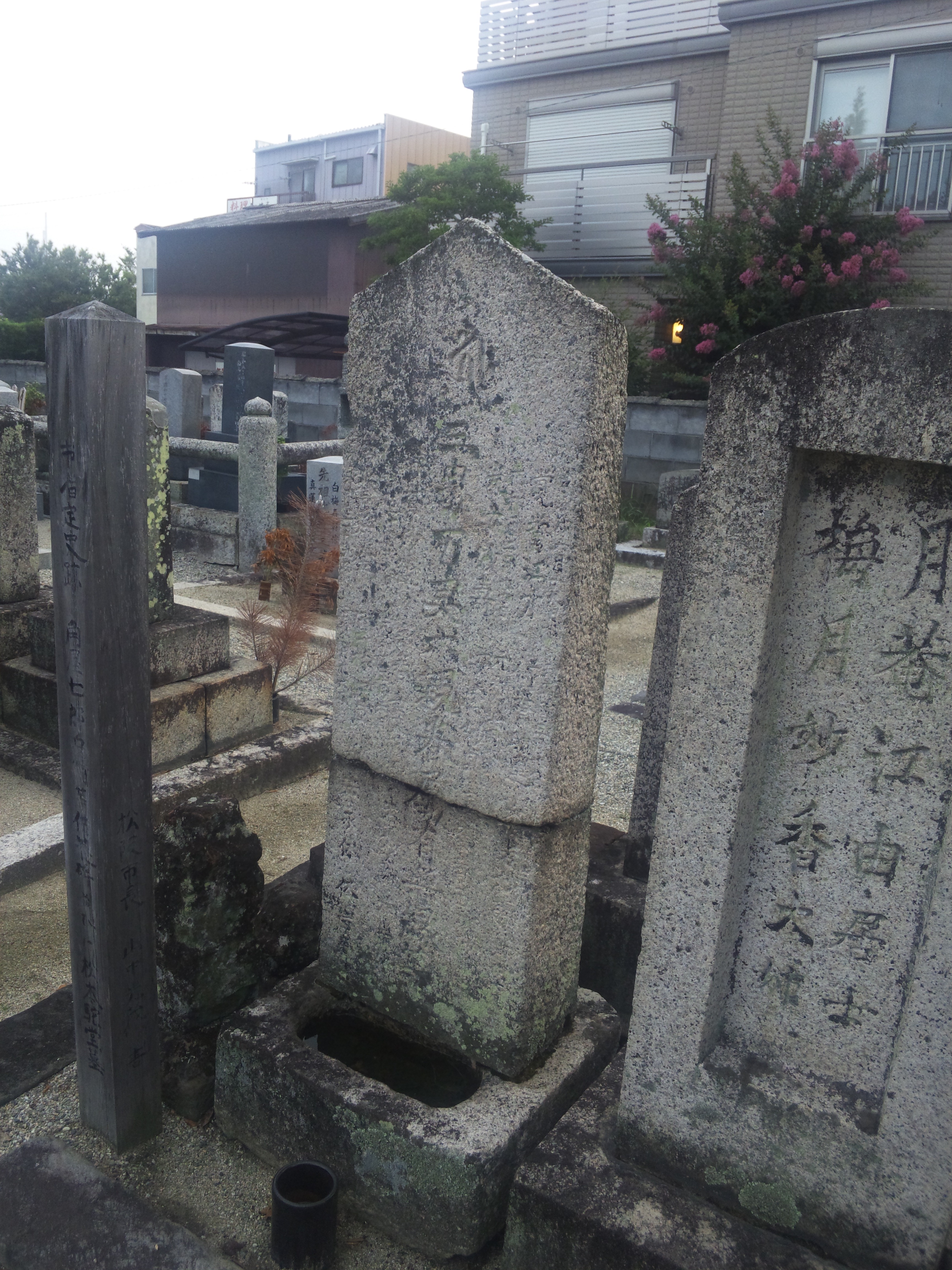
角屋七郎兵衛等供養碑（来迎寺）

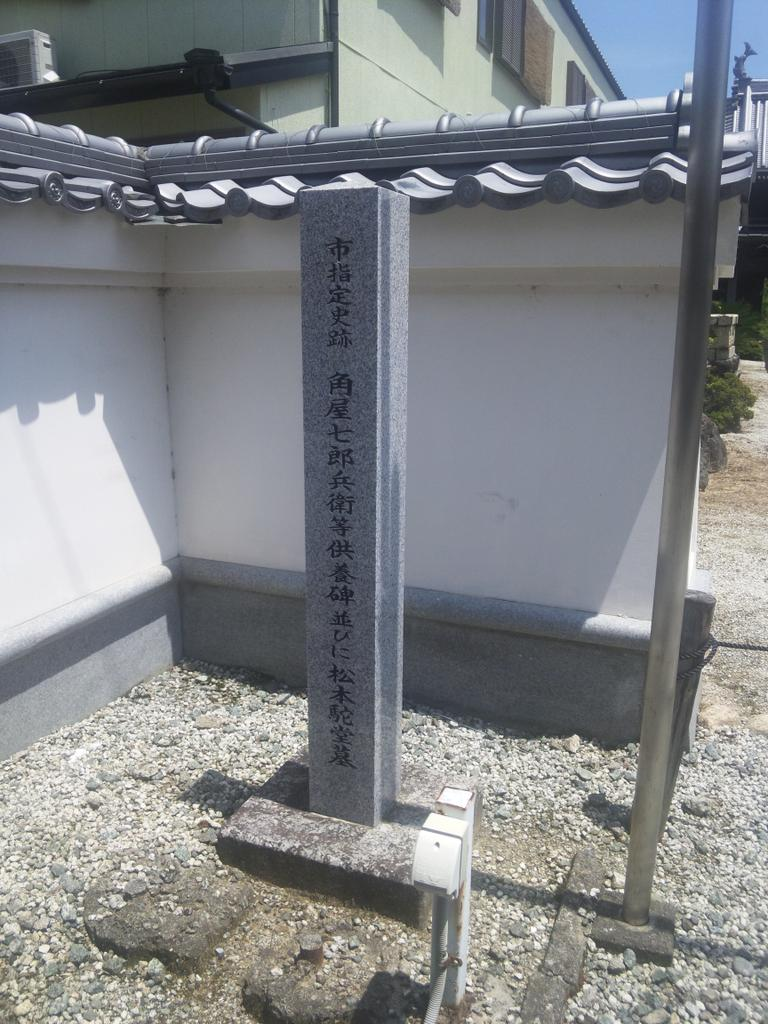
市指定史跡碑「角屋七郎兵衛等供養碑並びに松本駝堂墓」

## 生涯
伊勢国飯高郡松阪・湊町の廻船問屋、第2代角屋七郎次郎忠栄の次男として生まれた。朱印船貿易に携わる貿易家となった七郎兵衛は寛永8年（1631年）、安南（現在のベトナム）に渡った。だが、その2年後に鎖国令が出たため七郎兵衛は二度と日本に戻ることはなく、生涯を安南で過ごすこととなった。鎖国下にあっても伊勢への家族や親類には書状で連絡を取り、伊勢神宮や松阪城下の寺社へも寄進し続けたという。また、安南中部の町・会安（ホイアン）にあった日本人街の長も務めた。死後の1928年（昭和3年）には従五位を贈位された。
七郎兵衛とその一族の慰霊碑は現在も三重県松阪市白粉町の来迎寺に残されており、松阪市の市指定文化財にもなっている。

## 逸話
- ホイアンにはカオラウという米粉を原料とする太麺の料理がある。これは七郎兵衛が持ち込んだ伊勢うどんを起源とする説がある[5][注釈 1]。

## 登場作品
- 角屋七郎兵衛の物語 ベトナムの日本人町(1995年 演出：羽田澄子、山田浩哉　出演：中村充、日野直子) - ドキュメンタリー映画[6]。